# إبراهيم منساه
إبراهيم منساه (بالإنجليزية: Ibrahim Mensah)‏ هو لاعب كرة قدم غاني، ولد في 11 يناير 1995 في غانا. لعب مع NK Krško Posavje ‏.